# Gora Goncharova
Gora Goncharova är ett berg i Antarktis. Det ligger i Östantarktis. Norge gör anspråk på området. Toppen på Gora Goncharova är 2 600 meter över havet, eller 34 meter över den omgivande terrängen. Bredden vid basen är 1,4 km.
Terrängen runt Gora Goncharova är kuperad åt nordost, men åt sydväst är den platt.  Trakten är obefolkad. Det finns inga samhällen i närheten.